# Lago Prespa

Cartina che visualizza i Laghi Prespa e il lago di Ocrida

Prespa è il nome di due laghi di origine tettonica che si trovano tra Grecia, Macedonia del Nord e Albania.

## Caratteri geografici
Il maggiore dei due - il lago Grande di Prespa o semplicemente lago di Prespa tout court (in macedone Преспанско Езеро?, Prespansko Ezero; in greco Λίμνι Μεγάλη Πρέσπα?, Limni Megáli Prespa; in albanese Liqeni i Prespës) - ha un'estensione di 273 km² e la sua superficie sta a circa 850 m sul livello del mare. La profondità massima è di 54 m.
Il più piccolo - il lago Piccolo di Prespa (in greco , Limni Mikrì Prespa; in albanese: Prespa e Vogël) è ubicato quasi interamente in Grecia, con una piccola parte in Albania, ed è diviso dal maggiore per mezzo di una sottile lingua di terra. Il lago ha un'estensione di 48 km²; la superficie dell'acqua si trova 4 m più in alto di quella dell'altro lago.
Le acque del lago Piccolo di Prespa defluiscono in quello maggiore. L'emissario di quest'ultimo è sotterraneo e sfocia nel vicino lago di Ocrida.

## Fauna
La fauna di questi laghi è particolarmente interessante per quanto riguarda gli uccelli palustri. Il Lago Piccolo di Prespa vanta la popolazione nidificante più grande al mondo di pellicano riccio (600 coppie circa) e una importante popolazione nidificante di marangone minore (500 coppie circa), oltre a numerose altre specie rare, tra cui l'oca lombardella minore.

## Protezione
I laghi, con tutta la zona circostante, poco popolata e ricca di specie rare e di endemismi, sono protetti in varie forme. In Grecia, in particolare, fin dal 1974 fu istituito un parco nazionale intorno al Lago Piccolo di Prespa, mentre a entrambi i laghi è applicata la Convenzione di Ramsar. Recentemente ha preso il via la creazione di un parco transfrontaliero tra i tre stati interessati. Entrambi i laghi sono protetti come Important Bird and Biodiversity Area da BirdLife International.

## Valore culturale
In passato, l'importanza sociale ed economica della regione era maggiore di quanto sia oggi; ad esempio, è pervenuta ai giorni nostri una serie di testimonianze artistiche del Medioevo.